# Fritz Bechtold
Fritz Bechtold (* 15. Januar 1901 in Trostberg; † 26. Februar 1961 in Roth) war ein deutscher Bergsteiger.

## Leben
Als Student trat Bechtold 1921 der Sektion Bayerland des Deutschen und Österreichischen Alpenvereins in München bei. Später war er als Ingenieur in Trostberg tätig, nach seiner Heirat wohnte er in Roth, wo er Sektionsvorsitzender der Sektion Roth des Deutschen Alpenvereins von 1952 bis 1961 war.
Im Zweiten Weltkrieg kämpfte er im Hochgebirgsjägerbataillon unter Paul Bauer im Kaukasus, unter anderem am Elbrus.
Bechtold ist einer der Gründer der Deutschen Himalaja-Stiftung, deren Vorsitz er auch innehatte.

## Leistungen
Ab 1920 führte Berchtold zusammen mit Willy Merkl Erstbegehungen, vor allem in den Chiemgauer Alpen, Berchtesgadener Alpen, Loferer Steinbergen und Dolomiten, durch.
Ebenfalls mit Merkl gelangen ihm auf der Deutschen Kaukasus-Kundfahrt 1929 acht Erstbesteigungen, darunter zwei Fünftausender.
Bechtold war Teilnehmer an der Deutsch-Amerikanischen Himalaya-Expedition 1932, Deutschen Nanga-Parbat-Expedition 1934, Bergungsexpedition zur Deutschen Nanga-Parbat-Expedition 1937 und Deutschen Nanga-Parbat-Expedition 1938.

## Werke
- Deutsche am Nanga Parbat – Der Angriff 1934. Bruckmann, München 1935.
- Nanga Parbat 1934, Bericht über die deutsche Himalajakundfahrt. In: Zeitschrift des Deutschen und Oesterreichischen Alpenvereins, Band 66, 1935, S. 1–14 (Digitalisat).
- Als Kameramann (teilweise): Kampf um den Himalaya. Dokumentarfilm, 1937/1938.